# Gionata Maccabeo
Gionata Maccabeo (fl. II secolo a.C.) è stato un condottiero e sacerdote ebreo antico, figlio di Mattatia. Apparteneva alla nobile ed antica famiglia degli Asmonei, dinastia ebraica che tra alterne vicende governò la Giudea tra il  II e I secolo a.C..

## Biografia
Succedette al fratello Giuda, il primo ad ereditare il soprannome di Maccabeo, poi esteso a tutti i fratelli, il quale dal 166 al 161 a.C. aveva guidato la guerra di liberazione della Giudea dal dominatore siriano e, in virtù delle sue vittorie, aveva potuto ridedicare il Tempio di Gerusalemme.
Gionata, il quale fu re di Giuda dal 161 al 143 a.C., continuò la guerra iniziata da suo fratello e da suo padre. Suoi avversari furono dunque i re che si avvicendarono sul trono di Siria in quegli anni: Antioco V Eupatore,  Alessandro I Bala, Demetrio I e Demetrio II. Le vicende della guerra, come quelle di Giuda e di tutti gli altri Maccabei, sono trattati nell'antico Testamento (1 Maccabei e 2 Maccabei). Inoltre, in particolare delle imprese di Gionata parla diffusamente Flavio Giuseppe nel XIII libro delle Antichità Giudaiche. Tra le azioni più importanti di re Gionata, si può ricordare il rinnovo del trattato con i Romani nel 161 e la ricostruzione delle mura di Gerusalemme.